# Resurrection (album, Halford)
Resurrection je debutové album metalové skupiny Halford, vydané 8. srpna 2000 vydavatelstvím Metal God Entertainment. Album obdrželo pozitivní recenze a v magazínu Metal-Rules se umístilo na 54. místě v žebříčku Top 100 nejlepších metalových alb. Toto album obsahuje významné hostující hudebníky, jako např.: zpěváka Bruce Dickinsona a kytaristu Roye Z.

## Seznam skladeb
| Pořadí | Název                    | Autor                                            | Délka |
| ------ | ------------------------ | ------------------------------------------------ | ----- |
| 1.     | Resurrection             | Rob Halford, Patrick Lachman, Roy Z, John Baxter | 3:58  |
| 2.     | Made in Hell             | Halford, Roy, Baxter                             | 4:12  |
| 3.     | Locked and Loaded        | Halford, Lachman, Roy                            | 3:18  |
| 4.     | Night Fall               | Halford, Lachman, Mike Chlasciak                 | 3:41  |
| 5.     | Silent Screams           | Halford, Bob Marlette                            | 7:06  |
| 6.     | The One You Love to Hate | Halford, Roy, Bruce Dickinson                    | 3:11  |
| 7.     | Cyberworld               | Halford, Roy, Chlasciak                          | 3:08  |
| 8.     | Slow Down                | Halford, Roy, Marlette                           | 4:51  |
| 9.     | Twist                    | Bob Halligan Jr.                                 | 4:08  |
| 10.    | Temptation               | Halford, Lachman, Roy, Chlasciak                 | 3:32  |
| 11.    | Drive                    | Halford, Roy, Marlette, John 5                   | 4:30  |
| 12.    | Saviour                  | Halford, Lachman, Roy                            | 2:57  |

## Obsazení

### Halford
- Rob Halford – zpěv
- Mike Chasciak – kytary
- Bobby Jarzombek – bicí
- Ray Riendeau – baskytara
- Patrick Lachman – kytary

### Hostující
- Bruce Dickinson – spoluzpěv (6)
- Roy Z – kytary
- Pete Parada – bicí (6)
- Ed Roth – klávesy (5, 9)